# Brucel·losi
La brucel·losi o febre de Malta és una malaltia infecciosa, endèmica en tot el litoral mediterrani, que es transmet habitualment de les ovelles o les cabres a l'home per mitjà de la llet, del formatge, etc. És una malaltia causada per Brucella melitensis tal com va descobrir Alice Catherine Evans. Les característiques principals són febre de curs irregular i ondulant, restrenyiment, suors profuses generalitzades i tumefacció de la melsa i el fetge. Pot provocar com a seqüeles artritis i neuràlgies. La durada del període febril és de 15 a 20 dies, i són freqüents les recaigudes. Se sol diagnosticar usant el prova del rosa de Bengala.
El descobridor de la vacuna contra la brucel·losi bovina va ser el veterinari català Josep Vidal i Munné.
Un possible tractament és l'administració oral d'un sèrum creat a partir de l'addició de bilis de bou estèril i filtrada sobre un cultiu de micrococs de Bruce.